# Bochum-Süd
Bochum-Süd ist einer von sechs Stadtbezirken von Bochum. Der Stadtbezirk umfasst die Stadtteile Wiemelhausen/Brenschede (mit Wiemelhausen, Brenschede, Kirchviertel – aber ohne das Ehrenfeld), Stiepel (mit Brockhausen, Haar und Schrick), Querenburg (mit Hustadt, Steinkuhl).
Mit Stand vom 31. Dezember 2015 waren auf einer Fläche von 27,07 km² insgesamt 50.253 Personen gemeldet.
Die Bezirksvertretung Bochum-Süd hat 19 Sitze, die 2014 an Vertreter von SPD, CDU, Die Grünen, FDP, Linke, AfD und ein fraktionsloses Mitglied vergeben wurden. Bezirksbürgermeister ist Helmut Breitkopf (SPD).
Die Liste der Baudenkmäler im Stadtbezirk Bochum-Süd beinhaltete 2024 161 Objekte.